# Piddle (fleuve)
La River Piddle ou Trent ou North River est un petit fleuve du Dorset qui prend sa source à côté de l'église d'Alton Pancras.

## Géographie
De 24 km de longueur, le Piddle coule vers le sud puis vers le sud-est plus ou moins parallèlement à son plus grand voisin, la River Frome, à Wareham, où ils entrent tous les deux dans la baie de Poole par le Wareham Channel.

### Toponymes
Alton Pancras s'appelait à l'origine Awultune, un nom saxon signifiant le village à la source d'une rivière. Le nom du fleuve a des origines germaniques et a eu diverses orthographes au fil des ans. En 966, on l'appelait le «Pidelen», et sur le clocher de Piddletrenthide - le premier village auquel il donne son nom - il est orthographié «Pydel». Plusieurs villages traversés par le cours d'eau portent son nom: ainsi que Piddletrenthide, il y a Piddlehinton, Puddletown, Tolpuddle, Affpuddle, Briantspuddle et Turnerspuddle . La légende locale raconte que les Victoriens ont changé l'orthographe en «Puddle», en raison de «piddle» étant un mot alternatif pour «piss», (bien que Puddletown s'appelait encore Piddletown dans les années 1950), mais voir par exemple le John Speed carte du comté de 1610  qui porte le nom de « Puddletown ».

## Hydrologie
Son régime hydrologique est dit pluvial océanique.